# Birds of Passage
Birds of Passage (originaltitel: Pájaros de verano) är en colombiansk kriminaldramafilm från 2018. Filmen är regisserad av Cristina Gallego och Ciro Guerra, med manus skrivet av Maria Camila Arias och Jacques Toulemonde Vidal.
Filmen har blivit hyllad av flera svenska nyhetssidor och de beskriver den som "en vacker dramafilm" och att man får se "droghandeln ur magisk synvinkel".

## Rollista (i urval)
| - Carmiña Martínez – Úrsula - José Acosta – Rapayet - Natalia Reyes – Zaida - Jhon Narváez – Moisés - Greider Meza – Leonídas - José Vicente – Peregrino - Juan Bautista Martínez – Aníbal - Miguel Viera – The Pupil - Sergio Coen – Singing Shepherd | - Aslenis Márquez – Indira - José Naider – Miguel Dionisio - Yanker Díaz – Leonidas som barn - Víctor Montero – Isidoro - Joaquín Ramón – Gabriel - Jorge Lascarro – Sigifredo - Germán Epieyu – Minister - Luisa Alfaro – Victoria - Merija Uriana – Herminia |